# Heiko Habermann
Pour les articles homonymes, voir Habermann (homonymie).
Heiko Habermann, né le 2 novembre 1962 à Berlin, est un rameur d'aviron allemand ayant représenté l'Allemagne de l'Est.

## Palmarès

### Jeux olympiques
- 1988 à Séoul
  -  Médaille de bronze en quatre de couple[1]